# Pandémie de Covid-19 à Bahreïn
La pandémie de Covid-19 à Bahreïn démarre officiellement le 21 février 2020. À la date du 26 octobre 2022, le bilan est de 1 524 morts.

## Chronologie
Le premier cas de Covid-19 à Bahreïn est confirmé le 21 février 2020. Il s'agit d'un conducteur de bus arrivé par avion depuis l'Iran via Dubaï.

## Statistiques

Nombre de cas à Bahreïn depuis le début de l'épidémie.

Nombre de morts à Bahreïn depuis le début de l'épidémie.